# Bilel Mohsni
Bilel Mohsni, né le 21 juillet 1987 à Paris, est un footballeur international tunisien, qui évolue au poste de défenseur central entre 2010 et 2022. Il est également de nationalité française.

## Biographie
Mohsni est né et a grandi dans la banlieue de Paris. En France, il joue pour le CO Les Ulis (deux reprises), l'AF Lozère, l'US Saint-Georges et Sainte-Geneviève, entre les années 2005 et 2010.
En 2010, sur les conseils d'un agent, il traverse la Manche et effectue des tests dans des clubs anglais. Il s'engage alors en faveur de Southend United où il se fait remarquer par sa capacité à marquer des buts en dépit de sa formation de défenseur. Trois ans après son arrivée au Royaume-Uni, il signe aux Glasgow Rangers. Le 2 août 2015, il signe un contrat avec le club français d'Angers. Sur un transfert libre, le 18 janvier 2016, il rejoint le Paris FC qui évolue en Ligue 2. Le 14 septembre 2016, il rejoint l'Étoile sportive du Sahel où il ne dispute qu'un seul match. Le 21 mars 2018, il retourne en Écosse pour signer avec Dundee United. En 2019, il rejoint Panachaïkí. En 2020, alors qu'il est sans club depuis plus d'un an, il signe un contrat d'une saison avec Grimsby Town qui évolue en League Two. Le 1er décembre de la même année, il est transferé au Barnet FC jusqu'à la fin de la saison. Lors du mercato estival de 2021, il est recruté par une équipe saoudienne, l'Al-Rawdhah Club (en), pour une saison. En février 2022, il est transféré librement à Dungannon Swifts en Irlande du Nord jusqu'à la fin de la saison, avant de mettre fin à sa carrière sportive en juin 2022.
En mai 2014, il donne son accord afin de jouer en équipe de Tunisie : il est convoqué le 15 mai 2014 pour la rencontre face à la Corée du Sud qui se déroule le 28 mai.